# أندي إيتكن
أندي إيتكن (بالإنجليزية: Andy Aitken)‏ هو لاعب كرة قدم بريطاني، ولد في 21 أغسطس 1934 في إدنبرة في المملكة المتحدة، وتوفي بنفس المكان في 2005. لعب مع ريث روفرز ونادي فالكيرك ونادي هيبرنيان ووست بروميتش ألبيون.